# On a Roll
On a Roll è un singolo della cantante statunitense Miley Cyrus, pubblicato il 14 giugno 2019.

## Descrizione
Il brano è stato pubblicato dalla cantante attraverso lo pseudonimo di Ashley O e include un campionamento del singolo Head Like a Hole dei Nine Inch Nails, scritto dal frontman Trent Reznor, che è qui accreditato come unico autore. La produzione di On a Roll è stata affidata al team di produzione The Invisible Men. Il lato B del singolo è Right Where It Belongs, una traccia dei Nine Inch Nails del 2005, anch'essa scritta e composta da Trent Reznor.

## Promozione
On a Roll è stato presentato durante la terza e ultima puntata della quinta stagione della serie televisiva Black Mirror, intitolata Rachel, Jack and Ashley Too e distribuita il 5 giugno 2019. Il 30 giugno 2019 la cantante si è esibita per la prima volta con On a Roll al Glastonbury Festival, nei panni del personaggio di Ashley O.
Miley Cyrus è diventata una delle poche artiste ad entrare in classifica sotto tre diversi nomi: il suo nome d'arte principale, Hannah Montana, e Ashely O.

## Video musicale
Il videoclip è stato caricato il 13 giugno 2019, sul canale ufficiale YouTube di Netflix.

## Tracce
1. On a Roll – 2:34
2. Right Where It Belongs – 2:11

## Formazione
- Miley Cyrus – voce
- Chiara Hunter – cori
- The Invisible Men – produzione, missaggio
- Dylan Cooper – tastiera, programmazione
- George Astasio – tastiera, programmazione
- Jason Pebworth – tastiera, programmazione
- Jon Shave - tastiera, programmazione, registrazione
- Murray C. Anderson – registrazione
- Jethro Harris – assistenza tecnica

## Classifiche
| Classifica (2019) | Posizione massima |
| ----------------- | ----------------- |
| Australia         | 88                |
| Canada            | 77                |
| Estonia           | 38                |
| Grecia            | 29                |
| Irlanda           | 35                |
| Lettonia          | 27                |
| Lituania          | 21                |
| Regno Unito       | 71                |
| Repubblica Ceca   | 49                |
| Slovacchia        | 31                |
| Stati Uniti       | 116               |
| Ungheria          | 36                |